# Jo Maso
Joseph Maso (27. prosince 1944 Toulouse) je bývalý francouzský ragbista, který hrál jako tříčtvrtka a útoková spojka. V roce 2014 byl jmenován do Síně slávy světového ragby. Za Francii odehrál 25 zápasů a připsal si 15 bodů. Vyhrál s ní Pohár 5 národů (1967, 1968, 1973). V roce 1974 vyhrál francouzskou ligu s klubem Narbonne. Noviny Midi Olympique ho zvolili v roce 1973 nejlepším hráčem francouzské ligy. V roce 2000 obdržel Řád čestné legie. V letech 1984 a 1985 byl součástí trenérského týmu USA Perpignan. V letech 1995 až 2011 byl manažerem nebo součástí manažerského týmu francouzské reprezentace.

## Klubová kariéra
1962–1964 RC Toulon
1964–1968 USA Perpignan
1968–1977 RC Narbonne
(V letech 1959 až 1962 hrál třináctkové ragby za XIII Catalan.)